# مشانا دولنا
مشانا دولنا (به لاتین: Mszana Dolna) یک منطقهٔ مسکونی در لهستان است که در شهرستان لیمانووا واقع شده‌است. مشانا دولنا ۲۷٫۱ کیلومتر مربع مساحت و ۷٬۵۲۹ نفر جمعیت دارد.